# Susanna Tamarová
Susanna Tamarová (* 12. prosince 1957 Terst) je italská spisovatelka. Její nejslavnější román Běž, kam tě srdce povede (Va' dove ti porta il cuore) z roku 1993 byl přeložen do 44 jazyků a do roku 2008 se prodalo 15 milionů kopií. Bývá označován za „nejprodávanější italskou knihu 20. století“. Věnuje se i literatuře pro děti.

## Život
Narodila se v rodině vzdáleně příbuzné se spisovatelem Italem Svevem. Její rodiče se brzy rozešly a ona pak byla vychována babičkou z matčiny strany. Svým rodičům nikdy neodpustila, otce popsala jako alkoholika a matku jako „chladnou a krutou“. Od dětství trpěla psychickými problémy, ona sama i lékaři se nakonec ustálili na diagnóze aspergerova syndromu. V roce 1977 vystudovala filmovou režii na Centro Sperimentale di Cinematografia v Římě. Poté začala asistovat režisérovi Salvatore Samperimu. Několik let též pracovala jako scenáristka v televizním průmyslu.
Průnik do literatury byl obtížný, roku 1981 napsala svůj první román Illmitz, ale všechna nakladatelství ho odmítla (vyšel až roku 2013). Debutovala tak až v roce 1989 románem La testa fra le nuvole. Její druhý román Per voce sola z roku 1991 získal cenu Mezinárodního PEN klubu a otevřel jí cestu do zahraničí. Třetí román, epistolární Běž, kam tě srdce povede z roku 1993 pak znamenal průlom. Kritici ho sice strhali, ale stal se z něj mezinárodní bestseller. V roce 1996 natočila italská režisérka Cristina Comenciniová na jeho motivy stejnojmenný film. Ve stejném roce vydal komik Daniele Luttazzi parodii románu. Tamarová ho zažalovala za plagiátorství, ale soud prohrála. Sama čelila obvinění z plagiátorství u první povídky z knihy Odpověz mi (Rispondimi), ze strany spisovatelky Ippolity Avalliové, své bývalé přítelkyně. Jednu povídku z této knihy sama Tamarová zfilmovala v roce 2004 pod názvem Nel mio amore. Roku 2016 obdržela za román pro děti Salta, Bart italskou literární cenu Strega v kategorii dětské literatury.
V roce 1997 debutovala jako hudební skladatelka, napsala společně se skladatelem Ronem písničku pro zpěvačku Toscu, která byla uvedena na festivalu v Sanremu v roce 1997 a dostala se do finále.

## Názory
V roce 2021 byl na filmovém festivalu v Římě uveden dokument o jejím životě nazvaný Inedita. V dokumentu vypráví o svém životě s aspergerovým syndromem, ale i svých různých zájmech, k nimž patří opravy jízdních kol, včelařství či bojová umění. Je též vegetariánkou a vystupuje na ochranu zvířat. Potravinářský průmysl označila za „velký zločin dnešní doby“. Označuje se za „spíše křesťanku než katoličku“. Žije již tři dekády s umělkyní Robertou De Falco (vlastním jménem Roberta Mazzoniová), avšak tvrdí, že jejich vztah není vyloženě lesbický a nikdy prý spolu neměly sex. Odmítly také adoptovat dítě, neboť náhradní mateřství označují za „akt bezmezného sobectví“. Tamarová se označuje za „stoprocentní heterosexuálku bez talentu k manželství“, nicméně usilovala o to, aby její svazek s partnerkou byl úředně posvěcený, což vyvolalo kritiku LGBT organizací z pokrytectví. Její spor s levicovými aktivisty vyplývá též z toho, že vystupuje proti eutanazii, potratům a genetickému inženýrství.

### Česky vyšlo
- Běž, kam tě srdce povede, Praha, Mladá fronta 1995 (překlad Kateřina Vinšová)
- Udatný Michele a kamarádka lednička, Praha, Albatros 1999 (překlad Kateřina Vinšová)
- Odpověz mi, Praha, Návrat domů 2014 (překlad Adriana Skřivánková)